# Sambre
Sambre är en flod som rinner från Picardie i norra Frankrike till södra Belgien. Den passerar genom det fransk-belgiska koldistriktet, som tidigare var ett viktigt industriområde. Den är kanaliserad till stora delar av sin längd (varav 88 km i Frankrike) och rinner ut i Maas vid Namur. Totallängden är cirka 190 km.
Städerna Maubeuge i Frankrike och Charleroi i Belgien ligger längs Sambre, som rinner genom de franska departementen Aisne och Nord samt de belgiska provinserna Hainaut och Namur. Vid Sambre utkämpades också två slag under första världskriget.
Sambre ansluter till Maas vid Namur, utan att böja av, på nordsidan av den långsträckta kalkstensplatån Condroz i den nordliga delen av Ardennerna, genom den belgiska Sambre-Maas-dalen. Genom sin sträckning kan det framstå som att det är Sambre som är det egentliga källflödet till Maas. Sambre har dock en mindre vattenföring än Maas vid sammanflödet av de två vattendragen i Namur (36 m³ jämfört med upp till 400 m³).